# 本間祥白
本間 祥白（ほんましょうはく、1904年9月18日 - 1962年8月5日）は、日本の鍼灸師であり、また経絡治療家である。

## 人物像
1904年（明治37年）9月18日、山形県東村山郡に生まれる。山形県立農学校を卒業後、2年ほど家業の農業に従事した後に上京して東洋大学文学部哲学科に入学。卒業後、巣鴨にてパン屋「ホンマベーカリー」を開業した後に電気治療に携わるようになる。1939年に柳谷素霊の紹介で井上恵理に弟子入りし「古典研究会」へ参加し、彼らとともに古典経絡治療の理論体系を確立した。1961年にドイツ・ミュンヘンで開かれた国際鍼学会に日本の外遊鍼灸師として柳谷素霊に次いで二番目に招聘され、「陰陽五行による日本の鍼灸」という題で講演し、フランスでも講演を行った。日欧間の鍼交流にも努めた。さらに東洋鍼灸専門学校講師、東京教育大学古典医学講師、経絡治療夏期大学講師として古典鍼灸医学の普及に尽力した。1962年8月5日、58歳で死去。